# Trillium maculatum
Trillium maculatum är en nysrotsväxtart som beskrevs av Constantine Samuel Rafinesque. Trillium maculatum ingår i släktet treblad, och familjen nysrotsväxter. Inga underarter finns listade.